# Comissão de Finanças e Tributação da Câmara dos Deputados do Brasil
A Comissão de Finanças e Tributação é uma comissão da Câmara dos Deputados que debate todos os projetos ligados à cobrança de impostos no Brasil.

## Áreas de atividade
De acordo com o regimento interno da Câmara, as atividades da CFT são:
- sistema financeiro nacional e entidades a ele vinculadas; mercado financeiro e de capitais; autorização para funcionamento das instituições financeiras; operações financeiras; crédito; bolsas de valores e de mercadorias; sistema de poupança; captação e garantia da poupança popular;
- sistema financeiro da habitação;
- sistema nacional de seguros privados e capitalização;
- títulos e valores mobiliários;
- regime jurídico do capital estrangeiro; remessa de lucros;
- dívida pública interna e externa;
- matérias financeiras e orçamentárias públicas, ressalvada a competência da Comissão Mista Permanente a que se refere o art. 166, § 1º, da Constituição Federal; normas gerais de direito financeiro; normas gerais de licitação e contratação, em todas as modalidades, para a administração pública direta e indireta, incluídas as fundações instituídas e mantidas pelo Poder Público;
- aspectos financeiros e orçamentários públicos de quaisquer proposições que importem aumento ou diminuição da receita ou da despesa pública, quanto à sua compatibilidade ou adequação com o plano plurianual, a lei de diretrizes orçamentárias e o orçamento anual;
- fixação da remuneração dos membros do Congresso Nacional, do Presidente e do Vice-Presidente da República, dos Ministros de Estado e dos membros da magistratura federal;
- sistema tributário nacional e repartição das receitas tributárias; normas gerais de direito tributário; legislação referente a cada tributo;
- tributação, arrecadação, fiscalização; parafiscalidade; empréstimos compulsórios; contribuições sociais; administração fiscal;